# (8755) Querquedula
(8755) Querquedula ist ein Asteroid des äußeren Hauptgürtels, der am 24. September 1960 von dem niederländischen Astronomenehepaar Cornelis Johannes van Houten und Ingrid van Houten-Groeneveld entdeckt wurde. Die Entdeckung geschah im Rahmen des Palomar-Leiden-Surveys, bei dem von Tom Gehrels mit dem 120-cm-Oschin-Schmidt-Teleskop des Palomar-Observatoriums aufgenommene Feldplatten an der Universität Leiden durchmustert wurden.
Der mittlere Durchmesser des Asteroiden wurde mit 11,560 km (±0,333) berechnet, die Albedo mit 0,080 (±0,016).
(8755) Querquedula ist nach der Knäkente benannt, deren wissenschaftlicher Name Anas querquedula lautet. Zum Zeitpunkt der Benennung des Asteroiden am 2. Februar 1999 befand sich die Knäkente auf der niederländischen Roten Liste gefährdeter Arten.